# Nastri d'argento 1974
Els Nastri d'argento 1974 foren la 29a edició de l'entrega dels premis Nastro d'Argento (Cinta de plata) que va tenir lloc el 1974.

## Guanyadors

### Millor productor
- Franco Cristaldi – pel conjunt de la producció

### Millor director
- Federico Fellini - Amarcord
- Florestano Vancini - Il delitto Matteotti
- Luchino Visconti – Ludwig

### Millor director novell
- Marco Leto - La villeggiatura

### Millor argument original
- Federico Fellini i Tonino Guerra - Amarcord'

### Millor guió
- Federico Fellini i Tonino Guerra - Amarcord'

### Millor actor protagonista
- Giancarlo Giannini - Film d'amore e d'anarchia - Ovvero "Stamattina alle 10 in via dei Fiori nella nota casa di tolleranza..."

### Millor actriu protagonista
- Laura Antonelli - Malizia
- Monica Vitti - Teresa la ladra

### Millor actriu no protagonista
- Adriana Asti - Una breve vacanza

### Millor actor no protagonista
- Turi Ferro - Malizia

### Millor actor debutant
- Gianfilippo Carcano – Amarcord

### Millor actriu debutant
- Lina Polito - Film d'amore e d'anarchia - Ovvero "Stamattina alle 10 in via dei Fiori nella nota casa di tolleranza..."

### Millor banda sonora
- Tony Renis - Blu Gang e vissero per sempre felici e ammazzati

### Millor fotografia
- Armando Nannuzzi - Ludwig

### Millor vestuari
- Piero Tosi - Ludwig

### Millor escenografia
- Mario Chiari - Ludwig

### Millor pel·lícula estrangera
- Ingmar Bergman – Crits i murmuris (Viskningar och rop)
- François Truffaut – La nit americana
- Luis Buñuel - El discret encant de la burgesia

### Millor curtmetratge
- Giuseppe Ferrara - La città del malessere

### Millor productor de curtmetratge
- Corona Cinematografica – pel conjunt de la producció

### Certificat de mèrit per a directors de curtmetratges
- Elio Piccon - Dove sono
- Giorgio Treves - Rads 1001
- Claudio Bassan - Sinfonia della natura